# William Klinger
William Klinger (Rijeka, 24. rujna 1972. – New York, 31. siječnja 2015.) hrvatsko-talijanski povjesničar i publicist, poznat kao stručnjak za povijest Hrvatske, Jugoslavije, komunizma i nacionalizma. Bio je blizak suradnik hrvatskog novinara i publicista Denisa Kuljiša, s kojim je 2013. objavio knjigu Tito: Neispričane priče te surađivao na portalu zurnalisti.com. 

## Životopis
Diplomirao je na Sveučilištu u Trstu, magistrirao na Srednjoeuropskom sveučilištu u Budimpešti i doktorirao na Europskom sveučilišnom institutu u Firenzi. 
William Klinger ubijen je 31. siječnja 2015. Pronađen je u njujorškom parku Astoria s ranom od metka u glavi, od koje je preminuo na putu u bolnicu. Njujorška policija objavila je kako je uhitila njegovog prijatelja Alexandera Bonicha te ga osumnjičila za ubojstvo, čiji je motiv navodno bila svađa oko propalog posla s nekretninama.

## Nagrade i priznanja
Nagrada Grada Rijeke za izniman doprinos istraživanju povijesti Rijeke i stvaranju povijesne literature, njene međunarodne kontekstualizacije te doprinos međunarodnoj historiografiji postumno mu je dodijeljena 15. lipnja 2015.